# Rastrera

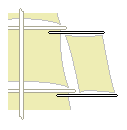
Vela afegida

La rastrera és una vela quadrada semblant a la vela de tipus «ala». La rastrera es fa servir amb bon temps i vent llarg per fora de la ralinga de caiguda del trinquet amurada normalment a l'extrem del botaló de proa. L'origen de la vela rastrera va ser una faixa de tela que s'afegia a la vela major per la part de baix. Era tan llarga com la ralinga de la vela i de vegades, s'hi afegia una segona rastrera per sota de la primera. Al (segle xv) el castell de popa dels vaixells quedava molt alterat pel vent i les portaven al trinquet. Al segle xvii també anaven a la vela major i llavors tot just es començaven a utilitzar les ""ales" de gàbia.